# Doug Ose
Douglas Arlo Ose dit Doug Ose, né le 27 juin 1955 à Sacramento, est un homme politique américain. Membre du Parti républicain, il est élu du 3e district de Californie à la Chambre des représentants des États-Unis de 1999 à 2005.

## Biographie

### Études et débuts de carrière
Doug Ose est originaire de Sacramento, capitale de la Californie. Ses parents sont promoteurs immobiliers. Étudiant à l'université de Californie à Berkeley, il est diplômé d'un baccalauréat universitaire en sciences en 1977.
Il travaille dans l'entreprise familiale avant de créer sa propre société en 1985. Homme d'affaires, il développe des garde-meubles et duplex dans la région de Sacramento, et devient millionnaire. Ses premiers engagements politiques se font au sein de la Chambre de commerce de Citrus Heights, ville dont il milite pour l'incorporation.

### Représentant des États-Unis

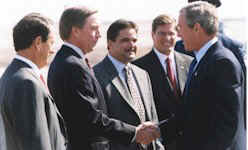
Ose serrant la main de George W. Bush en 2002.

Ose se lance en politique lors des élections de 1998 dans le 3e district de Californie, faisant campagne sur un programme de baisse des impôts. Le représentant sortant, le démocrate Vic Fazio (en), ne se représente pas. Ose remporte la primaire républicaine face à la députée Barbara Alby. Dans cette circonscription de l'ouest de Sacramento, de plus en plus favorable aux républicains, il est élu face à la démocrate Sandie Dunn, avocate spécialisée dans le droit de l'eau. Il rassemble 100 621 voix contre 86 471 pour Dunn et 4 914 pour un candidat libertarien.
Durant son mandat, Doug Ose fait partie de l'aile modérée du Parti républicain, étant l'un des dirigeants du Republican Main Street Partnership. Il est notamment modéré sur les questions d'avortement, d'immigration et de port des armes. Il vote pour réduire les taxes et les dépenses de l'État fédéral. Parmi ses principales propositions de loi se trouvent : l'interdiction des hausses de salaire automatiques pour les fonctionnaires, l'interdiction des obscénités dans les médias ainsi que l'ajout de Ronald Reagan sur les pièces de monnaie et le mont Rushmore,.
Conformément à une promesse de campagne, il ne se représente pas après trois mandats. Il envisage de se présenter aux élections sénatoriales de 2004 mais n'est finalement pas candidat,.

### Après le Congrès
Après le Congrès, Doug Ose poursuit sa carrière dans l'immobilier. Il reste également actif en politique.
En 2008, le représentant républicain John Doolittle (en) se retire de la vie politique. Ose se présente à sa succession dans le 4e district de Californie, qui s'étend de l'est de Sacramento à l'Oregon. Durant la primaire républicaine, il affronte Tom McClintock sénateur du sud de l'État. Ose attaque son adversaire pour vivre de l'autre côté de la Californie, McClintock le critique en retour pour ses positions trop modérées à son goût. Après plusieurs campagnes à l'échelle de l'État, le conservateur McClintock est davantage connu mais Ose dépense plusieurs millions de dollars dans sa campagne. McClintock remporte finalement la primaire républicaine avec 15 points d'avance sur son rival. Après sa défaite, il quitte le monde des affaires et conclut un contrat avec le comté de Sacramento pour gérer le Gibson Ranch.
Ose est à nouveau candidat au Congrès en 2014. Dans le 7e district, qui correspond en grande partie à son ancienne circonscription, il affronte le démocrate sortant Ami Bera. À nouveau attaqué par des groupes conservateurs, Ose arrive à se qualifier pour le scrutin de novembre ; il arrive en effet en deuxième position de la primaire non partisane avec 26 % des voix. L'élection devient l'une des plus serrées du pays. Elle est également la plus chère, avec près de 20 millions de dollars dépensés. Le soir de l'élection générale, aucun des deux candidats n'est donné vainqueur. Deux semaines après l'élection, Ose reconnaît sa défaite : il est alors distancé d'environ 1 400 voix sur plus de 183 000 bulletins.
Au début de l'année 2018, Ose annonce sa candidature pour le poste de gouverneur de Californie en vue des élections de novembre. Ne levant que peu de fonds pour une campagne de gouverneur, il renonce à se présenter fin février.